# 신재원 (축구 선수)
신재원(1998년 9월 16일 ~ )은 대한민국의 축구 선수로 현재 성남 FC에서 공격수로 활동 중이다.

## 클럽 경력
신재원은 고려대학교에 입학해 대학무대를 누볐으며 2019시즌을 앞두고 신인 지명으로 FC서울에 입단하였다.
2020시즌을 앞두고 K리그2의 안산 그리너스 FC로 임대 이적했다.
2022 시즌을 앞두고 수원 FC로 이적하였다.

## 가족
- 현재 인도네시아 축구 국가대표팀 사령탑인 신태용 감독의 아들이며 안산 그리너스의 미드필더인 신재혁의 친형이다.

## 참고 자료
- 신의 아들 신재원, “축구의 神이 될래요."
- ‘제 1의 신재원’을 꿈꾸는 신재원의 인터뷰 Full Story